# کیپ میرز (اورگن)
کیپ میرز (به انگلیسی: Cape Meares) یک منطقهٔ مسکونی در ایالات متحده آمریکا است که در شهرستان تیلاموک، اورگن واقع شده‌است. کیپ میرز ۸٫۰ کیلومتر مربع مساحت و ۱۱۰ نفر جمعیت دارد و ۷۶ متر بالاتر از سطح دریا واقع شده‌است.